# Chrysomallos

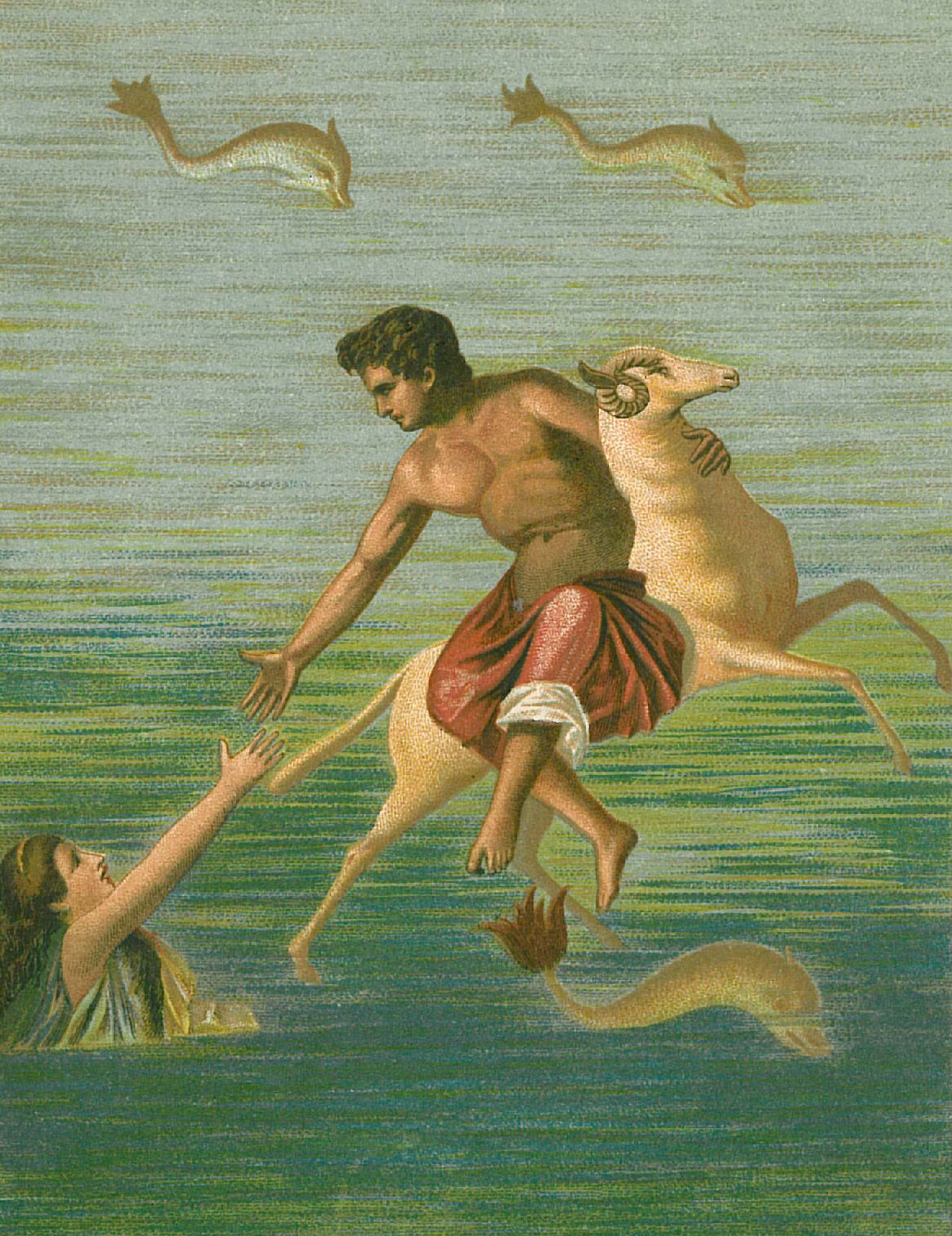
Phrixos et Hellé, représentation de Phrixos chevauchant le dos de Chrysomallos et essayant de rattraper Hellé.

Dans la mythologie grecque, Chrysomallos (en grec ancien Χρυσόμαλλος / Khrusómallos, de χρυσός / khrusós, « l'or » et de μαλλός / mallós, « la touffe de laine », littéralement « laine d'or ») est une créature fantastique douée de parole et représentée comme un bélier ailé à la toison d'or et aux cornes d'or, fils de Théophané, une princesse thrace, et de Poséidon.

## Mythe
Il apparaît pour la première fois lorsqu'il est convoqué par le dieu Hermès : celui-ci lui donna pour mission de sauver Phrixos et Hellé, les enfants de Néphélé. Mais seul Phrixos survécut. Et celui-ci fit sacrifier le bélier en l'honneur de Zeus. La toison de Chrysomallos fut donnée à Éétès, et devint l'objet du voyage des Argonautes pour la Toison d'or.